# Rahkjärv
Rahkjärv är en sjö i Estland. Den ligger i Kose kommun i landskapet Harjumaa, 50 km sydost om huvudstaden Tallinn. Rahkjärv ligger 72 meter över havet och storleken är 4,1 hektar. Rahkjärv ligger i ett område som är rikt på sjöar, den största är den uppdämda Paunkülareservoaren. Sjön avvattnas av ett mindre vänsterbiflöde till Pirita jõgi. I omgivningarna runt Rahkjärv växer i huvudsak blandskog.